# Morelle de Balbis
Solanum sisymbriifolium
Espèce
Synonymes
- Solanum sisymbriifolium f. lilacinum Kuntze[2]

La Morelle de Balbis (Solanum sisymbriifolium) ou Tomate Litchi, aussi appelé Morelle à feuille de Sisymbrium, est une espèce de plantes herbacées de la famille des Solanacées, appartenant à l'important genre Solanum, qui contient notamment la tomate, la pomme de terre, l'aubergine et la douce-amère. Elle est originaire d'Amérique centrale. En France métropolitaine, sa culture est tout à fait possible comme plante annuelle.

## Description
(novembre 2012).
Si vous disposez d'ouvrages ou d'articles de référence ou si vous connaissez des sites web de qualité traitant du thème abordé ici, merci de compléter l'article en donnant les références utiles à sa vérifiabilité et en les liant à la section « Notes et références ».
La Morelle de Balbis est une plante annuelle aux formes très variables, mesurant jusqu'à 1,5 m de haut. La partie aérienne de la plante est recouverte de fines épines espacées (tiges et feuilles).
Ses feuilles sont lancéolées et entièrement lobées. Inflorescence en cyme de cinq à dix fleurs, étamines jaunes saillantes.
Les fleurs d'un diamètre d'environ 5 cm sont blanches ou bleu-clair. Après la fécondation de la fleur, le jeune fruit est entièrement recouvert par le calice épineux qui s’est agrandi. Ensuite le fruit grossit et commence à être plus volumineux que l’enveloppe du calice.
Le fruit est une baie globuleuse, rouge comestible à maturité protégée par des sépales épineux. La tomate Litchi pousse en grappes de 10 à 12 unités et ressemble à la tomate cerise mais sa saveur sucrée, acidulée se situe entre la cerise aigre, le litchi et la tomate. Elle contient de nombreuses graines d’environ 2 mm de diamètre qui se ressèment souvent naturellement.

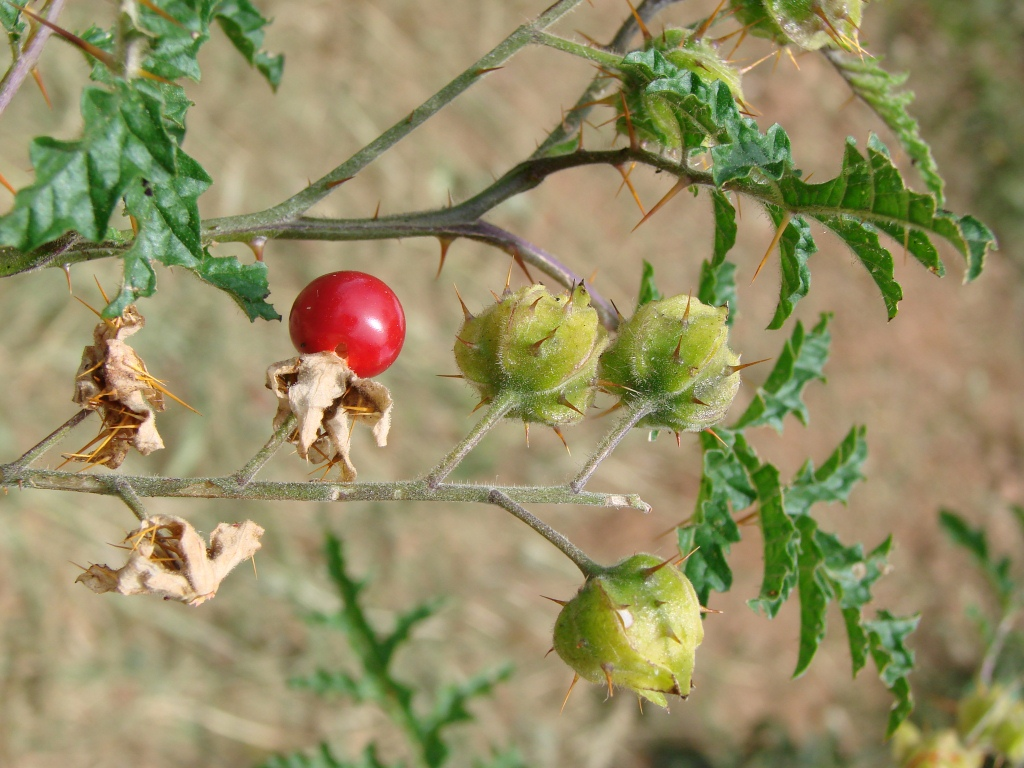
Les fruits à différents stades de maturité.
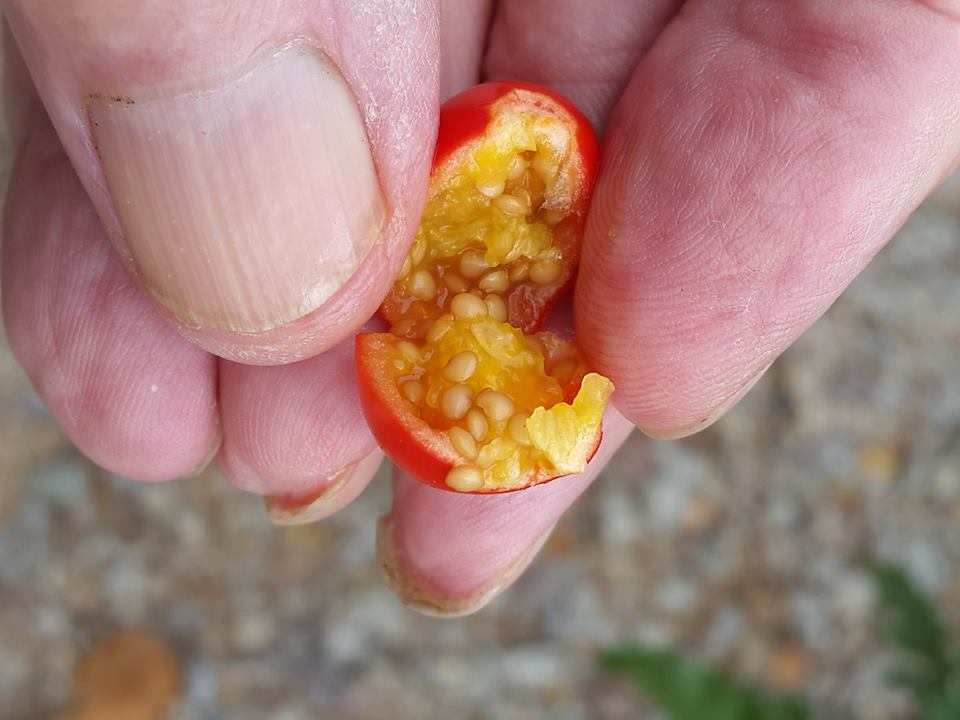
Intérieur du fruit.

## Utilisation
Cette plante est parfois utilisée comme culture-piège ou en compagnonnage pour protéger les pommes de terre du nématode à kyste de la pomme de terre. La morelle de Balbis déclenche en effet l'éclosion des kystes mais rend impossible la migration des nématodes dans les racines, entraînant leur mort et réduisant ainsi fortement les populations.
Les tiges et feuilles contiennent de la solasodine qui rend la plante très résistante à de nombreux ravageurs et maladies, à l'exception des doryphores et des Sphinx des tomates. Elle peut également être utilisée comme plante de couverture pour isoler les animaux d'un jardin, parce qu'elle est couverte d'épines.

## Synonymes
La Morelle de Balbis a été décrite sous un certain nombre de noms scientifiques invalides :
- Solanum balbisii Dunal

Solanum balbisii of Bojer based on Dunal in de Candolle is S. richardii
- Solanum balbisii var. bipinnata Hook.
- Solanum balbisii var. oligospermum Sendtn.
- Solanum balbisii var. purpureum Hook.
- Solanum bipinnatifidum Larrañaga
- Solanum brancaefolium Jacq.
- Solanum decurrens Balb.

Solanum decurrens of Banks based on Dunal in de Candolle is S. jamaicense
Solanum decurrens of Wallich based on Dunal in de Candolle is S. americanum
Solanum decurrens of de Conceição Vellozo is S. hoehnei
- Solanum edule Vell.

Solanum edule of H.C.F. Schumacher & Thonning in Schumacher and Solanum edule var. multifidum of Dunal in de Candolle refer to the eggplant (S. melongena)
- Solanum formosum Weinm.

Solanum formosum of Dunal is S. crinitipes
- Solanum inflatum Hornem.
- Solanum mauritianum Willd. ex Roth (preoccupied)

Solanum mauritianum of Blanco is S. erianthum
- Solanum opuliflorum Port. ex Walp. (nomen nudum)
- Solanum opuliflorum Port. ex Dunal (nomen nudum)
- Solanum rogersii S.Moore
- Solanum sabeanum Buckley
- Solanum sisymbriifolium (lapsus)
- Solanum subviscidum Schrank
- Solanum thouinii C.C.Gmel.
- Solanum viscidum Schweigg.
- Solanum viscosum Lag.

Solanum viscosum de Philipp Salzmann fondé sur Dunal in de Candolle correspond à S. paludosum de Moric.
- Solanum xanthacanthum Willd. ex Walp. (nomen nudum)

Plusieurs formes et cultivars ont été nommés, mais sont généralement considérés invalides aujourd'hui:
- Solanum sisymbriifolium notst purpureiflorum Dunal
- Solanum sisymbriifolium forma albiflorum Kuntze

Solanum albiflorum of Philippi is S. pinnatum of Cavanilles
Solanum albiflorum of De Wildeman is S. anguivi
- Solanum sisymbriifolium var. bipinnatipartitum Dunal
- Solanum sisymbriifolium var. brevilobum Dunal
- Solanum sisymbriifolium var. gracile Mattos

Solanum gracile of Moric. based on Dunal in de Candolle is S. agrarium
Solanum gracile of Dunal in de Candolle is S. chenopodioides of Lamarck
- Solanum sisymbriifolium var. heracleifolium Sendtn.
- Solanum sisymbriifolium forma lilacinum Kuntze

Solanum lilacinum of Rusby is S. pallidum
- Solanum sisymbriifolium var. macrocarpum Kuntze

Solanum macrocarpum of Maximowicz (revised by Koidzumi) is S. dulcamara
- Solanum sisymbriifolium var. oligospermum (Sendtn.) Dunal

Solanum oligospermum of Bitter is S. douglasii

## Liste des variétés
Selon Tropicos (17 août 2017) (Attention liste brute contenant possiblement des synonymes) :
- variété Solanum sisymbriifolium var. brevilobum Dunal
- variété Solanum sisymbriifolium var. heracleifolium Sendtn.
- variété Solanum sisymbriifolium var. macrocarpum Kuntze
- variété Solanum sisymbriifolium var. sisymbriifolium